# Milvignes
Milvignes é uma comuna da Suíça, situada no cantão de Neuchâtel. Tem 8,78 km² de área e sua população em 2018 foi estimada em 8.977 habitantes.
Foi criada em 1 de janeiro de 2013, a partir da fusão das antigas comunas de Auvernier, Bôle e Colombier.